# 喀氏吻鰕虎魚
喀氏吻鰕虎魚（学名：Rhinogobius clarki）为鰕虎魚科吻鰕虎魚屬的鱼类，是中国的特有物种。分布于钱塘江水系等。

## 扩展阅读
維基物種上的相關：喀氏吻鰕虎魚